# Anders Dunder

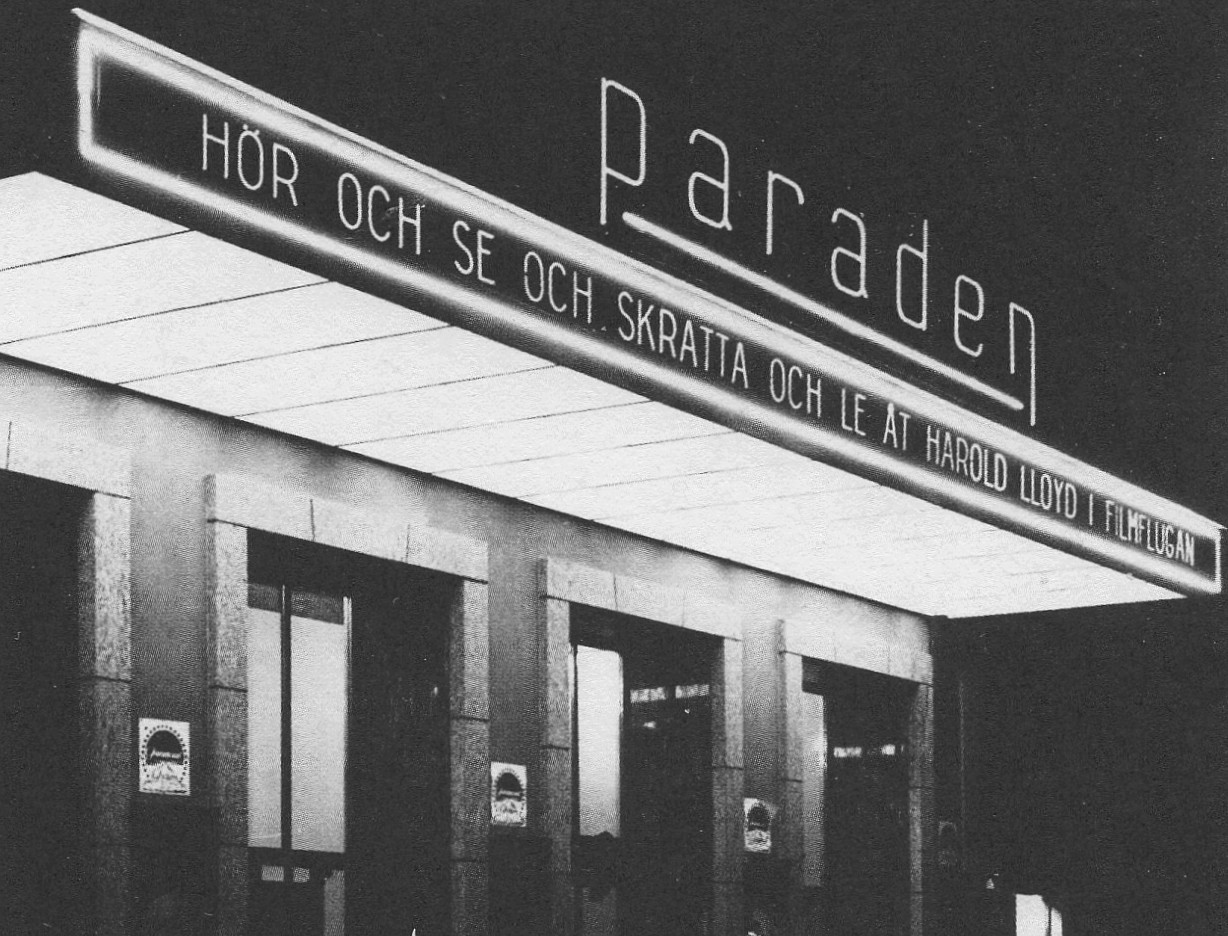
Paradens baldakin på 1930-talet.

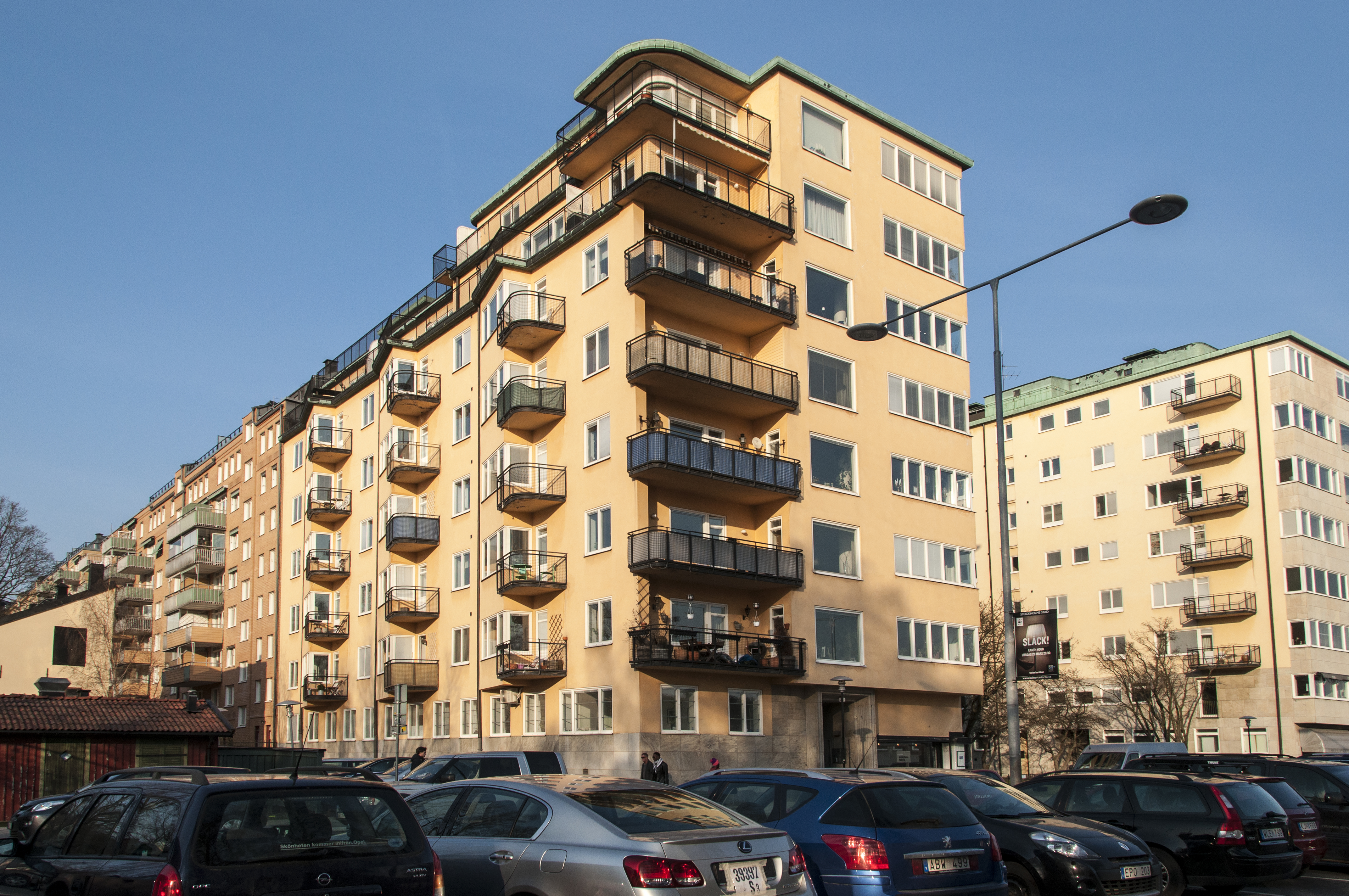
Norr Mälarstrand 38

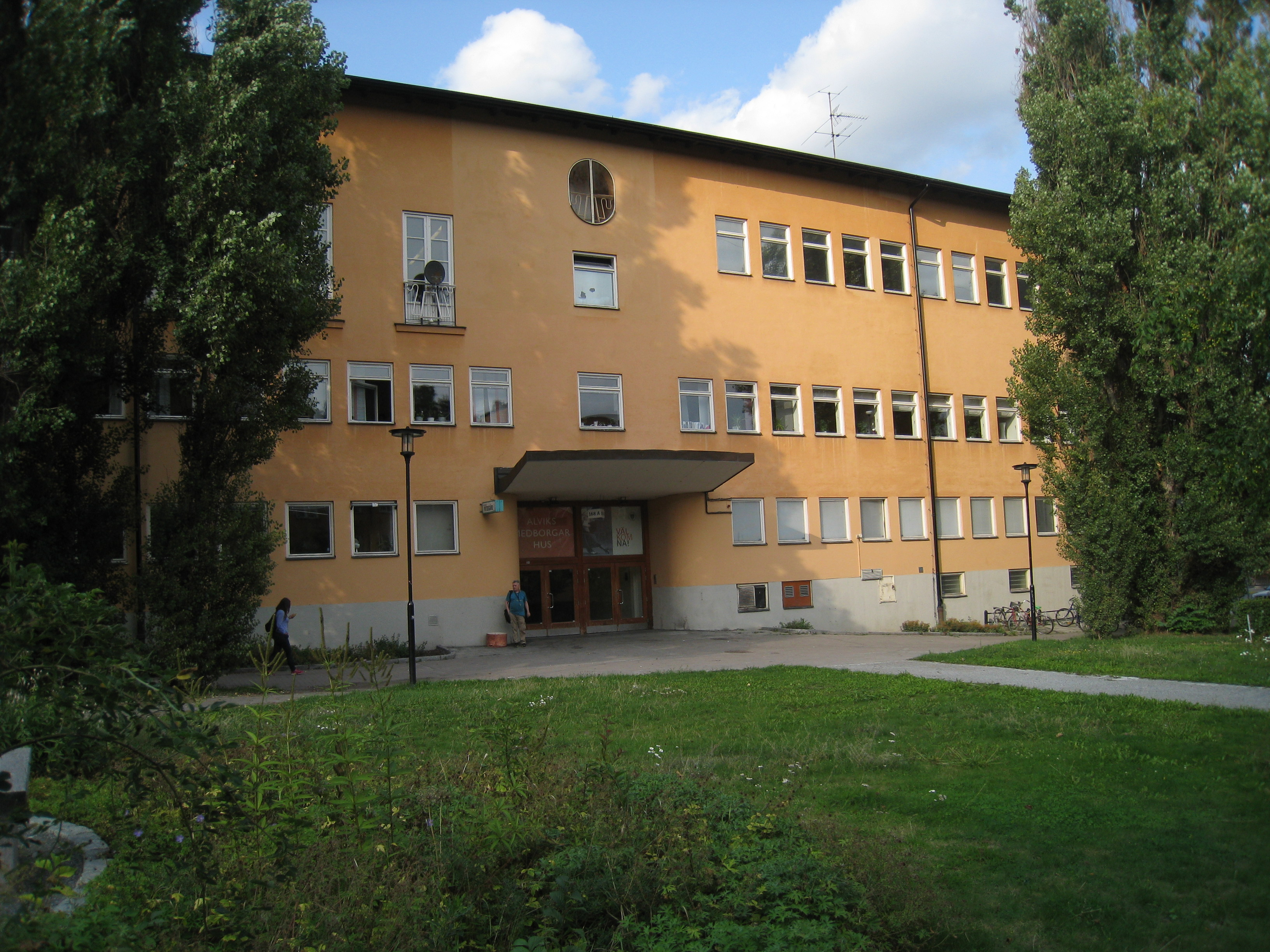
Alviks medborgarhus, 2013

Anders Dunder, född 19 december 1897 i Gagnefs församling, Kopparbergs län, död 12 mars 1983, var en svensk byggmästare.
Dunder, som var utbildad byggnadsingenjör, grundade 1927 Anders Dunder Byggnads AB, vilket kom att bli ett ledande byggnadsföretag i framför allt Stockholm. Han blev medlem av Stockholms byggmästarförening 1941 och var ledamot av styrelsen för Svenska byggnadsentreprenörsföreningen (SBEF) 1948–1962. Företaget drevs senare av sonen Jan Anders Dunder (1936–2018). Anders Dunder är begravd på Danderyds kyrkogård.

## Byggnadsverk (urval)
- Kungsholms kyrkoplan 2, 1928–1929.[9]
- Biografen Paraden, Gärdet, i Stockholm, 1932.[10]
- Norr Mälarstrand 38, Nybyggnadsår 1936–1937.
- Alviks medborgarhus, 1939–1940.[11] (En väggmålning utförd av Axel Wallert skall bland andra personer avbilda Anders Dunder)
- Bagarmossens skola, 1954–1955.[12]
- Persikogatan 48, 1956–1959.[13]
- Kvarter Wienerkransen, Sköndals centrum i Stockholm, 1966–1974.[14][15][16]